# Горбатюк Мирослав Пилипович
Горбатюк Мирослав Пилипович — український політик, народний депутат України 2-го скликання. Голова національного комітету з демократизації і реформування науки в Україні.

## Біографія
Народився 15 червня 1940 року в селі Рудка, Млинівський район, нині у складі Демидівського району Рівненської області.
У 1957—1962 роках навічався на енергетичному факультеті Львівського політехнічного інституту (спеціальність — інженер-електромеханік).
1962—1965 роках працював у Всеукраїнському інституті трансформаторобудування (м. Запоріжжя), у 1966—1968 роках — у Львівському політехнічному інституті.
У 1968—1970 роках служив в армії. З 1971 — аспірант, провідний інженер Інституту електродинаміки АНУ.
1989 — організатор осередку НРУ в Інституті. 1990—1994 — співголова Радянської районної організації НРУ м. Києва, 1994—1996 — голова Київської крайової організації НРУ.
1993 — співорганізатор Всеукраїнської конференції «Демократизація і реформування науки в Україні».
Народний депутат України 2 скликання з квітня 1994 (2-й тур) до квітня 1998, був вибраний на Радянський виборчому окрузі міста Києва, висунутий НРУ. Член Комісії з питань науки та народної освіти. Член фракції НРУ.
Кандидат у народні депутати від народного блоку Костенка і Плюща на парламентських виборах 2006 року, № 107 у списку. На час виборів: пенсіонер, член Української народної партії.
Автор 15 наукових праць з теорії електротехніки.
Володіє польською мовою.

## Нагороди
- орден «За заслуги» III ступеня (18 листопада 2009) — за визначний особистий внесок у відстоювання національної ідеї, становлення і розвиток Української незалежної держави та активну політичну і громадську діяльність[5];

## Особисте життя
Батько — Пилип Томович (1912—1970) — вчитель; мати — Зеновія Пилипівна (1911) — домогосподарка, пенсіонер; дружина Оксана Василівна (1949) — мистецтвознавець, старший науковий працівник Інституту мистецтвознавства НАН України; дочка Христина (1984), дочка Богдана (1985).